# Lexx
Lexx este un serial TV SF ce prezintă aventurile unui grup de indivizi de pe nava spațială Lexx, supranumită ,,cea mai puternică și distructivă navă din cele două universuri". Lexx este o navă spațială vie, sub forma unei libelule capabilă să distrugă cu ușurință planete.
Seria este o coproducție canadiano-germană cu fonduri adiționale provenite din partea canalului Five din Marea Britanie. Deoarece nu a fost în mod inițial produs pentru rețele ale SUA, seria conține mai multe insinuări sexuale, ca și unele instanțe de nuditate mai puțin utilizată ori acceptată în această țară. Canalul SF a achiziționat drepturile asupra seriei din partea casei de producție Salter Street Films, urmând a difuza versiuni ale episoadelor din seria a 2-a pentru audiență a Statelor Unite în ianuarie 2000.
În primul sezon Lexx-ul este furat de Stanley H. Twedlle (un om de pe planeta Ostral B) și de către Zev(o sclavă sexuală). His Shadow dă ordin de fi uciși.Kai  (ultimul Brunenn G) a ascultat de ordinul lui His Shadow. Când să-i ucidă el și-a amintit cine este și l-a ucis pe His Shadow. Ei au intrat în zona întunecată (al doilea univers, unde este și Pământul). 
În al doilea sezon ei intră în Universul Luminii,unde se întâlnesc cu Mantrid, care în final a distrus Universul Luminii. 
În sesonul al treilea Lexx-ul ajunge iar în Zona Întunecată. Ajunge între două planete numite Foc și Apă. Conducătorul planetei Foc (Prince)văzând Lexx-ul s-a dus să vadă ce e. Ajuns înăuntru i-a capturat pe Stan și Xev. La finalul sezonului Xev, punând mâna pe cheia Lexx-ului,a distrus plantea Foc, dar Prince a preluat controlul Lexx-ului și a distrus și planeta Apa. S-a dovedit după distrugerea lor, că Foc era „Iadul”, iar Apa era „Raiul”. 
În sesonul 4 Lexx nemaiavând ce mânca, s-a dus pe Pământ.Pământul în urmă cu 10 ani a trimis un semnal radio unei civilizații extraterestre ,mâncătoare de oameni. Prince a supraviețuit distrugerii planetei Foc și s-a refugiat pe Pământ. Kai uitându-se la un CD cu Transilvania a auzit de un vampir Vlad, care s-a dovedit a fi un călău divin (tot o persoană moartă care ucide asasini divini). Lexx era pe moarte,iar extratereștrii mâncători de oameni au venit pe Pământ. Cu o ultima putere Lexx a distrus Pământul.Prince  i-a înapoiat sufletul lui Kai iar acesta a distrus extratereștrii, dar a murit și el. 
„I am Lexx.I am the most powerful weapon of dictruction in the two universes.” 